# 19596 Spegorlarson
19596 Spegorlarson è un asteroide della fascia principale. Scoperto nel 1999, presenta un'orbita caratterizzata da un semiasse maggiore pari a 2,5287458 UA e da un'eccentricità di 0,0724335, inclinata di 1,87371° rispetto all'eclittica.